# Evangelische Kirche Erzhausen

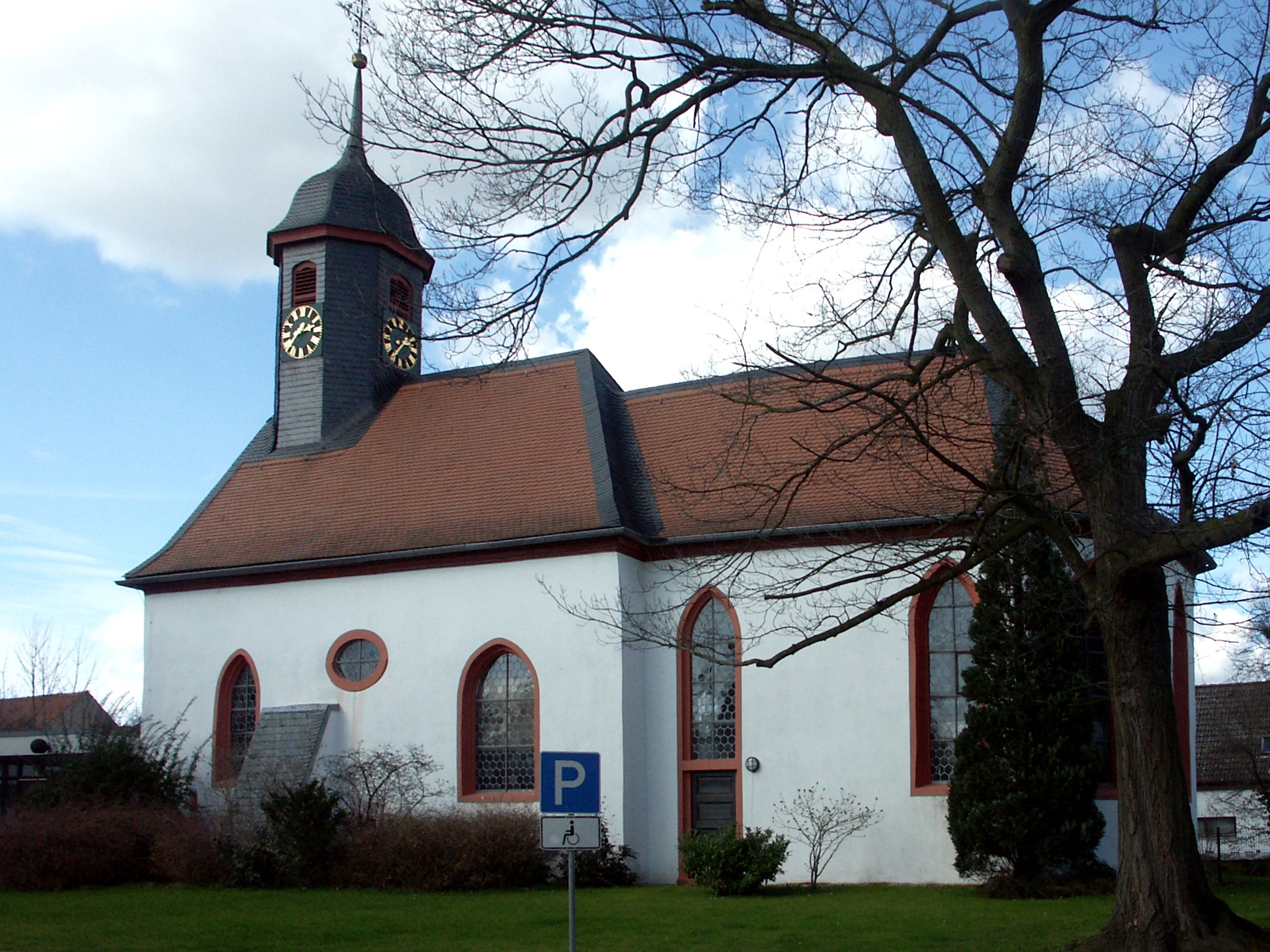
Evangelische Kirche in Erzhausen, Ansicht von Süden (2007)

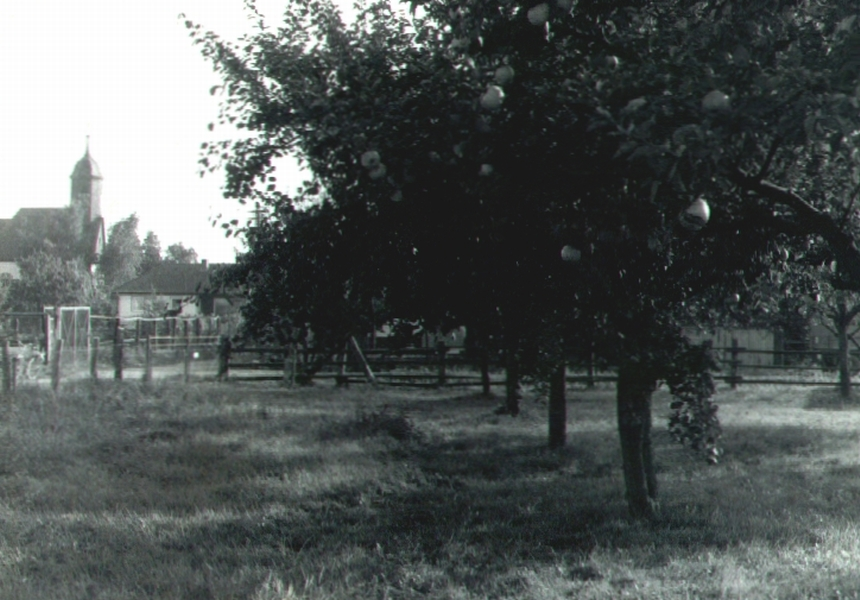
Evangelische Kirche in Erzhausen, Ansicht von Norden (1970er oder 1980er Jahre)

Die Evangelische Kirche Erzhausen ist eine evangelische Pfarrkirche in Erzhausen im südhessischen Landkreis Darmstadt-Dieburg.

## Beschreibung
Die im Jahr 1565 erbaute Kirche mit bemerkenswerten barocken Malereien im Inneren ist das älteste erhaltene Gebäude des Ortes. Sie steht unter Denkmalschutz.

## Architektur und Geschichte
Anstelle eines Vorgängerbaus – der Nazarius-Kapelle (bereits im 9. Jahrhundert erwähnt) – wurde im Jahr 1565 die kleine Dorfkirche, unter Verwendung der Kapellennordwand, erbaut.
Die einschiffige Kirche mit eingezogenem Dreiseitchor besitzt eine flache Holzdecke, Holzemporen und im Chor eine Orgelempore.
An der Nordseite der Kirche befinden sich drei flache Blendarkaden.
Die Blendarkaden sind rundbogig geschlossen und schlicht bis auf den Boden herabgeführt.
Über der westlichen Giebelwand erhebt sich ein achtseitiger Dachreiter mit geschweifter Haube.
Die Spitzbogentür an der Westseite bildet den Eingang.
Im Scheitel der Spitzbogentür steht die Jahreszahl 1565.
Die Südfassade und der Chor werden durch spitzbogige Fenster ohne Maßwerk gegliedert.
An der Chornordseite befindet sich die quadratische Sakristei.
Die Sakristei ist mit einem gratigen Kreuzgewölbe versehen.
Die schöne kleine Orgel besitzt einen barocken dreiteiligen Prospekt.
Die Pfarrkirche ist wegen ihrer baukünstlerischen und geschichtlichen Bedeutung ein Kulturdenkmal.

## Denkmal
Auf dem ehemaligen Friedhof, der die Kirche umgibt, steht ein Ehrenmal.
Das Sandsteinehrenmal, am Ostrand des Areals, besteht aus einem Obelisk auf einem Sockel mit Abdeckplatte.
Am 17. August 1879 wurde das Denkmal enthüllt.
Die Inschrift auf dem Denkmal lautet:
VOM FELS ZUM MEER ALL DEUTSCHLAND SOLL ES SEIN
Das Ehrenmal ist aus geschichtlichen Gründen ein Kulturdenkmal.